# Amedeo Quondam
Amedeo Quondam, né à Penna in Teverina le 31 août 1943 et mort à Rome le 29 mars 2024, est un académicien, historien de la littérature et essayiste italien.

## Biographie
Diplômé de Sapienza, Amedeo Quondam a gravi tous les échelons académiques à partir de 1966, année de son diplôme quand il a été nommé assistant à la chaire de littérature italienne, puis professeur titulaire de 1978 à octobre 2013, et enfin  professeur émérite,. 
Membre de l'Association des Italo-italianistes (ADI) ,,, dont il est également l'un des fondateurs en 1996, il en devient ensuite secrétaire national en 2002. En 2005, il y est élu président et reconfirmé en 2008.  
Il est membre du comité de direction scientifique du Dictionnaire biographique des Italiens , et a contribué à la création de Ci-BIT, le centre interuniversitaire de la bibliothèque télématique italienne. 
Il s'est intéressé en particulier à la littérature italienne du XVIe siècle, sujet sur lequel il a écrit de nombreux essais. 
En 2016, il a reçu le Viareggio Lifetime Achievement Award « pour ses études fondamentales sur la culture de la cour et son mode de vie en tant que racine de l'identité italienne et modèle principal de la civilisation européenne »,,. Quondam a été deux fois finaliste du prix, en 2004 et 2010.

## Principales publications
- Questo povero cortegiano. Castiglione, il libro, la storia, Bulzoni, 2000
- Cavallo e cavaliere. L'armatura come seconda pelle del gentiluomo moderno, Donzelli, 2003
- Petrarca, l'italiano dimenticato, Rizzoli, 2004
- Tre inglesi, l'Italia, il Rinascimento. Sondaggi sulla tradizione di un rapporto culturale e affettivo, Liguori, 2006
- Tutti i colori del nero. Moda e cultura del gentiluomo nel Rinascimento, Colla Editore, 2007
- La conversazione. Un modello italiano, Donzelli, 2007
- Forma del vivere. L'etica del gentiluomo e i moralisti italiani, Il Mulino, 2010
- Risorgimento a memoria. Le poesie degli italiani, Donzelli, 2011
- Rinascimento e classicismi. Forme e metamorfosi della cultura d'antico regime, Il Mulino, 2013
- De Sanctis e la storia, Viella 2018
- Il letterato e il pittore. Per una storia dell'amicizia tra Castiglione e Raffaello, Viella, 2021